# The Two Popes
The Two Popes is een historische dramafilm uit 2019 onder regie van Fernando Meirelles. De film is gebaseerd op de abdicatie van paus Benedictus XVI en de verkiezing van paus Franciscus in 2013. De hoofdrollen worden vertolkt door Jonathan Pryce en Anthony Hopkins.

## Verhaal
In 2005 verneemt de jezuïtische kardinaal-priester Jorge Mario Bergoglio in zijn thuisland Argentinië dat paus Johannes Paulus II overleden is. Hij reist vervolgens naar Vaticaanstad om er een nieuwe paus te verkiezen. Bergoglio is net als de Italiaan Carlo Maria Martini, de Duitser Joseph Ratzinger en de Nigeriaan Francis Arinze een kanshebber om Johannes Paulus II op te volgen. In tegenstelling tot de meer conservatieve Ratzinger, die zijn best doet om stemmen te ronselen, staat Bergoglio niet te springen om paus te worden. Ratzinger wordt na twee stemrondes verkozen en neemt de pauselijke naam Benedictus XVI aan.
Zeven jaar later staat Bergoglio op het punt om zijn ontslag in te dienen wanneer hij van paus Benedictus XVI de vraag krijgt om naar Rome te reizen. De twee ontmoeten elkaar in de zomerresidentie van de paus, die op dat moment door het Vatileaks-schandaal in het oog van een mediastorm staat. Tijdens Bergoglio's verblijf in de residentie wordt duidelijk dat hij met zijn progressieve en sobere kijk op de Kerk, liefde voor voetbal en humor op een andere golflengte zit dan de paus, die hem een eigenwijze rebel vindt. Desondanks weigert de paus meermaals om zijn ontslagbrief te bekrachtigen.
Vervolgens vliegen de twee samen naar Vaticaanstad, waar de paus verwacht wordt om dringende zaken te bespreken. Later hebben de twee in de Sixtijnse Kapel opnieuw een uitvoerig gesprek. Daar krijgt Bergoglio te horen dat de paus eraan denkt om af te treden. Bergoglio gaat hier niet mee akkoord, maar de paus is vastberaden, onder meer omdat zijn gezondheid verslechtert. Bovendien ziet hij Bergoglio als zijn opvolger. Bergoglio meent dat hij niet geschikt is voor de functie en gaat dieper in op de controversiële rol die hij in de jaren 1970 speelde onder de Argentijnse militaire dictatuur. De paus vergeeft hem zijn zonde.
Omdat de Sixtijnse Kapel geopend wordt voor toeristen trekken de twee zich terug in de sacristie, waar ze samen een pizza eten en hun gesprek voortzetten. De paus gaat uiteindelijk zelf te biecht bij Bergoglio. Hij begint te praten over het decennialange kindermisbruik van de Mexicaanse priester Marcial Maciel en verwijt zichzelf dat hij niets gedaan heeft met het bewijs tegen de priester. Bergoglio is geschokt, maar schenkt hem desalniettemin vergiffenis. Na de biecht begeeft de paus zich onder de toeristen in de Sixtijnse Kapel. Buiten neemt Bergoglio afscheid van de paus door even kort met hem te dansen.
In 2013 ziet Bergoglio op televisie hoe de paus zijn afscheid aankondigt. Nadien keert hij terug naar Vaticaanstad, waar hij onder applaus verkozen wordt als de nieuwe paus. Bergoglio neemt de naam Franciscus aan en weigert als paus meteen om rode schoenen of een mozetta te dragen. Op het balkon spreekt hij de massa toe en vraagt hij om te bidden voor Ratzinger, die thuis alles volgt op televisie.
Een jaar later kijken de nieuwe paus en Ratzinger samen naar de finale van het WK voetbal, waarin Argentinië het opneemt tegen Duitsland.

## Rolverdeling
| Acteur                    | Personage                                   |
| ------------------------- | ------------------------------------------- |
| Jonathan Pryce            | Kardinaal Jorge Bergoglio / Paus Franciscus |
| Anthony Hopkins           | Kardinaal Ratzinger / Paus Benedictus XVI   |
| Achille Brugnini          | Kardinaal Martini                           |
| Willie Jonah              | Kardinaal Arinze                            |
| Sidney Cole               | Kardinaal Turkson                           |
| Lisandro Fiks             | Priester Jalics                             |
| Germán de Silva           | Priester Yorio                              |
| Juan Minujín              | Jonge Jorge Bergoglio                       |
| Cristina Banegas          | Lisabetta                                   |
| Federico Torre            | Kardinaal Medina Estévez                    |
| Juan Miguel Arias         | Paolo Gabriele                              |
| María Ucedo               | Esther Ballestrino                          |
| Joselo Bella              | Emilio Eduardo Massera                      |
| Luis Alfredo Huerga Reyna | Alfredo Astiz                               |

## Productie
In 2013 werd paus Franciscus verkozen als opvolger van paus Benedictus XVI. De twee mannen representeerden elk een andere stijl en visie. De Nieuw-Zeelandse schrijver Anthony McCarten besloot de rivaliteit achter de schermen te gebruiken als basis voor enkele nieuwe werken. In 2017 baseerde hij met The Pope een toneelstuk op de religieuze machtsstrijd. Begin 2019 bracht hij met The Pope: Francis, Benedict, and the Decision That Shook the World ook een boek uit over de gebeurtenissen. Het filmscript van The Two Popes volgt eerder het boek dan het toneelstuk.
In september 2017 werd bekend dat Netflix en de Braziliaanse filmmaker Fernando Meirelles het script zouden verfilmen met Jonathan Pryce en Anthony Hopkins als respectievelijk paus Franciscus en paus Benedictus XVI. Oorspronkelijk wilde men al in november in Argentinië aan de opnames beginnen. In april 2018 waren de twee hoofdrolspelers voor de opnames in Rome.

## Release
The Two Popes ging op 31 augustus 2019 in première op het filmfestival van Telluride. De Amerikaanse bioscooprelease volgde op 27 november 2019. Op 20 december 2019 werd de film via de streamingdienst van Netflix uitgebracht.

## Prijzen en nominaties
| Jaar | Prijs                  | Categorie               | Genomineerde(n)   | Uitslag     |
| ---- | ---------------------- | ----------------------- | ----------------- | ----------- |
| 2020 | Golden Globes          | Beste dramafilm         | Beste dramafilm   | Genomineerd |
| 2020 | Golden Globes          | Beste acteur (drama)    | Jonathan Pryce    | Genomineerd |
| 2020 | Golden Globes          | Beste mannelijke bijrol | Anthony Hopkins   | Genomineerd |
| 2020 | Golden Globes          | Beste scenario          | Anthony McCarten  | Genomineerd |
| 2020 | Critics' Choice Awards | Beste mannelijke bijrol | Anthony Hopkins   | Genomineerd |
| 2020 | Critics' Choice Awards | Beste bewerkte scenario | Anthony McCarten  | Genomineerd |
| 2020 | BAFTA Awards           | Beste Britse film       | Beste Britse film | Genomineerd |
| 2020 | BAFTA Awards           | Beste acteur            | Jonathan Pryce    | Genomineerd |
| 2020 | BAFTA Awards           | Beste mannelijke bijrol | Anthony Hopkins   | Genomineerd |
| 2020 | BAFTA Awards           | Beste bewerkte scenario | Anthony McCarten  | Genomineerd |
| 2020 | BAFTA Awards           | Beste casting           | Beste casting     | Genomineerd |
| 2020 | Academy Awards         | Beste acteur            | Jonathan Pryce    | Genomineerd |
| 2020 | Academy Awards         | Beste mannelijke bijrol | Anthony Hopkins   | Genomineerd |
| 2020 | Academy Awards         | Beste bewerkte scenario | Anthony McCarten  | Genomineerd |